# El monstruo resucitado
El monstruo resucitado es una película de terror mexicana de 1953 dirigida por Chano Urueta y protagonizada por Miroslava, Carlos Navarro y José María Linares Rivas.

## Argumento
Una reportera, Nora (Miroslava), investiga un misterioso anuncio publicado por el Dr. Ling (Linares Rivas), un cirujano plástico. Ling resulta ser una criatura deforme que, rechazado por sus compañeros, se ha convertido en un científico loco. Se enamora de Nora, pero temiendo que ella lo traicione, resucita a Ariel (Navarro), un joven que se suicidó, trasplantándole un nuevo cerebro y le ordena capturar a Nora para que pueda matarla. Sin embargo, Nora y Ariel se enamoran, y Ariel se rebela contra su amo.

## Reparto
- Miroslava como Nora.
- Carlos Navarro como Ariel/Serguei Rostov.
- José María Linares Rivas como Hermann Ling.
- Fernando Wagner como Gherásimos.
- Alberto Mariscal como Mischa.
- Stefan Berne como Crommer.